# Mohammed al-Salhi
Mohammed Obeid al-Salhi (en arabe : محمد الصالحي; né le 11 mai 1986 au Kenya avec le nom de famille de Kosgei) est un athlète saoudien depuis 2002, qui se spécialise sur le 800 m.
Il remporte la médaille d'or lors des Championnats du monde jeunesse de 2003. Il participe ensuite aux Championnats du monde de 2003, aux Jeux olympiques de 2004 et aux Mondiaux de 2005 sans atteindre la finale.
Son meilleur temps est de 1 min 43 s 66 réalisé le 8 mai 2009 à Doha.